# KRI Alugoro (406)
Pour les autres navires du même nom, voir KRI Alugoro.
Le KRI Alugoro (406) est un sous-marin de classe Whiskey (Project 613) de la marine indonésienne.

## Conception
La conception initiale a été développée au début des années 1940 en tant que suite du sous-marin de classe Chtchouka. À la suite de l’expérience de la Seconde Guerre mondiale et de la capture de la technologie allemande à la fin de la guerre, les Soviétiques ont émis une nouvelle exigence de conception en 1946. La conception révisée a été développée par le bureau d'études Lazurit basé à Gorki. Comme la plupart des sous-marins conventionnels conçus de 1946 à 1960, la conception a été fortement influencée par le Unterseeboot type XXI de l’Allemagne nazie. Au cours des années 1950, les chantiers navals soviétiques ont produit plus de 200 bateaux de classe Whiskey.

## Historique
Au cours des années 1950, l’Indonésie nouvellement indépendante a cherché à étendre son contrôle politique sur les îles périphériques, dont certaines arboraient encore le drapeau colonial néerlandais. Sous la direction du leader indépendantiste Soekarno, Jakarta a commencé à faire des achats importants d’armes soviétiques pour soutenir sa politique de « confrontation » consistant à utiliser la pression militaire. Ces acquisitions comprenaient douze sous-marins diesel-électriques soviétiques de 1470 tonnes de classe Whiskey et un ravitailleur de sous-marins (le KRI Ratulangi) pour les soutenir. Grâce à cet achat, pendant environ une décennie, l’Indonésie a eu la plus grande flotte de sous-marins d’Asie du Sud-Est. Les sous-marins ont été livrés entre 1959 et 1962, avec des torpilles acoustiques anti-navires SAET-50 alors d’une technologie avancées. Les premiers équipages indonésiens ont reçu neuf mois de formation en anglais à Gdańsk, en Pologne, de la part d’instructeurs russes, y compris des croisières sur la mer Baltique. Le KRI Alugoro (406) faisait partie du dernier lot de sous-marins livré par l’Union soviétique, avec les KRI Hendrajala (405), KRI Wijayadanu (409), KRI Pasopati (410), KRI Cundamani (411) et KRI Bramastra (412)
Jakarta a rapidement utilisé ces sous-marins dans sa campagne pour le contrôle de la Nouvelle-Guinée occidentale, comme décrit par le contre-amiral Agung Pramono dans son Histoire de l’escadrille de sous-marins indonésiens. En avril 1963, dans le cadre de l’opération Vishnu Mukti, les KRl Nagarangsang, Tjundamani et Alugoro ont mené une « démonstration de force » dans les eaux de la Papouasie occidentale. 
Le KRI Alugoro a également été photographié en 1962 en train de tester un missile de croisière antinavire SSN-3 Shaddock fourni par les Soviétiques. Des photos en noir et blanc du tir apparaissent dans le livre Indonesian Submarines écrit par Indroyono Soesilo et Budiman. Le missile SS-N-3c Shaddock a été conçu par Vladimir Tchelomeï et a été utilisé par l’Armée rouge pour la première fois en 1959. Il a une longueur de 11,75 mètres et un diamètre de 0,98 mètre. Son envergure totale atteint 5 mètres, et son poids est de 5,4 tonnes. Ses dimensions ressemblent davantage à celles d’un avion de chasse léger qu’à celles d’un missile. Il peut frapper des cibles jusqu’à 400 ou 750 km à une vitesse subsonique de Mach 0,9. Il est capable de transporter une ogive nucléaire de 350 kilotonnes, ou une ogive conventionnelle hautement explosive atteignant 1 tonne. Son système de guidage utilise un guidage radar actif combiné à un guidage inertiel via une liaison de données, ce qui le rend totalement indépendant du navire de surface ou sous-marin lanceur. 
Contrairement aux missiles antinavires modernes Harpoon ou Exocet, le SS-N-3c Shaddock est tiré du pont du navire, et ce tir ne peut être effectué que lorsque le sous-marin est à la surface. Il adopte des ailes repliables, et il peut être transporté dans un cylindre spécial, d’un diamètre relativement petit, intégré sur le pont du sous-marin. Le sous-marin de classe Whiskey est connu comme l’une des plates-formes qui peuvent tirer ce missile, avec les sous-marins soviétiques (de génération plus moderne) de classe Juliett et de classe Echo. Quant aux navires de surface, le SS-N-3c Shaddock était tiré par les croiseurs de classe Kynda et de classe Kresta I. Il existe trois variantes de la classe Whiskey. Elles sont désignées Whiskey Single Cylinder, Whiskey Twin Cylinder et Whiskey Long Bin. Surtout pour la variante Long Bin, il y a des changements fondamentaux au kiosque. Très probablement le KRI Alugoro (406) était de type Single Cylinder.
Le lieu exact et l’heure du test de tir ne sont pas connus. Il ne s’agissait pas pour l’Indonésie de l’acheter, mais ce missile de 5 tonnes a même été testé. Cette série de tests de missiles était très probablement liée à la guerre psychologique menée par l’Indonésie contre le gouvernement néerlandais. Le test de ce missile encombrant, à ailes repliables, qui devait être tiré en surface, a peut-être été surtout destiné à intimider les forces néerlandaises.
Jakarta a finalement atteint son objectif de forcer les Néerlandais à quitter la Nouvelle-Guinée occidentale. Puis, de 1963 à 1966, il s’est opposé militairement sans succès à la création d’un État malaisien indépendant, l’entraînant dans des affrontements répétés avec les forces australiennes. Cependant, le réchauffement des relations de Sukarno avec l’Union soviétique a inspiré les efforts américains pour le déstabiliser. Enfin, en 1966-1967, la CIA a aidé à orchestrer un coup d'État militaire de droite, qui a entraîné le massacre de plus d’un demi-million de communistes indonésiens et de minorités ethniques. Cette boucherie a refroidi les relations avec l’Union soviétique, qui a cessé de fournir les pièces de rechange et l’expertise de maintenance nécessaires pour faire fonctionner les sous-marins, forçant l’Indonésie à cannibaliser la majeure partie de sa flotte dans les années 1970.